# آبرا (بورزانگا)
آبرا شهری در شهرستان بورزانگا در استان بام در بورکینافاسوی شمالی است و جمعیت آن ۸۸۴ نفر است.